# 帕斯卡爾·蘭格戴爾
帕斯卡爾·蘭格戴爾（Pascal Langdale，1973年9月5日—），是一名英國演員和配音演員。
自1999年以來，他曾在多部電視劇中扮演配角。蘭代爾曾在廣受好評的電視遊戲《暴雨殺機》中發揮自己的聲音和还原度的优势，扮演了其中的一名角色伊森·馬爾斯。他曾在皇家戲劇藝術學院學習过3年。 蘭格戴爾還經營着一家公司，為視頻遊戲提供面部和動作捕捉方面的幫助。蘭格戴爾曾参与“現場動畫互動劇”《Faster Than Night》（比夜晚还快）的創作和演出。该剧曾入選為多倫多Harbourfront HATCH 2014藝術節的一部分。